# Барбашев Сергій Дмитрович
Сергій Дмитрович Барбашев (рос. Сергей Дмитриевич Барбашев; 26 липня 1992, м. Москва, Росія) — російський хокеїст, лівий нападник. Виступає за ЦСКА (Москва) у Континентальній хокейній лізі.
Вихованець хокейної школи ЦСКА (Москва). Виступав за ЦСКА-2 (Москва), «Червона Армія» (Москва), ЦСКА (Москва).
У складі молодіжної збірної Росії учасник чемпіонату світу 2012. У складі юніорської збірної Росії учасник чемпіонату світу 2010.
Досягнення
- Володар Кубка Харламова (2011)
- Срібний призер молодіжного чемпіонату світу (2012).